# Wu De
Wu De (chinois simplifié : 吴德 ; chinois traditionnel : 吳德 ; pinyin : wú dé), est né en 1913 dans la province chinoise du Hebei. Lors de la Révolution culturelle, il dirige la ville de Pékin à partir de 1966, il en est le premier secrétaire du comité du Parti de 1972 à 1978. Il perd l'ensemble de ses fonctions en février 1979.

## Biographie
Dans les années 1920 ou 1930, Wu De aurait fait ses études à l'université de Pékin. Pendant la guerre sino-japonaise, Wu De occupe le poste de commissaire politique dans l’armée pro-communiste de Lu Zhengcao. Il occupe par la suite un poste de cadre dans la région-frontière de Shanxi-Chahar-Hebei. En 1950, il devient brièvement vice- ministre de l’industrie pétrolière. De 1950 à 1952, il intègre le gouvernement et le Parti de la province de Pingyuan. En août 1952, il est désigné comme maire de  Tientsin, il reste à ce poste trois ans jusqu'en 1955. Un an plus tard il est élu membre suppléant du Comité central. De plus, entre 1956 et 1966, il occupe le poste de premier secrétaire du Parti communiste chinois dans la province de Jilin.
Au début de la Révolution culturelle, Wu De rejoint Pékin. En juin 1966, Peng Zhen, le maire de la capitale chinoise, est déchu de ses responsabilités et Wu De le remplace comme maire de Pékin. Par ailleurs, il remplace aussi Liu Ren comme deuxième secrétaire du comité municipal du Parti communiste chinois, sous l’autorité de Xie Fuzhi. En avril 1967, il devient vice-président du comité révolutionnaire de la capitale toujours sous l'autorité de Xie Fuzhi. Quand ce dernier s'éloigne progressivement du pouvoir, Wu De le remplace. Puis, après l'élimination de Lin Biao en 1971, c'est Wu De qui accède à la présidence du comité révolutionnaire de Pékin, mais aussi au poste de premier secrétaire du Parti et de commissaire de l’Armée populaire de libération pour la région militaire de la capitale. Ces fonctions lui permettent d'épurer les différentes institutions des partisans de Lin Biao.
Lors du Mouvement du 5 Avril, l'intervention de la milice a pu être retardée par Wu De, soutenu par Hua Guofeng, de façon à limiter les victimes de la répression des manifestants par la bande des Quatre. Mais il reste compromis par sa participation au rétablissement de l'ordre maoïste, il envoie la troupe contre les Pékinois. Il critique Deng Xiaoping en ces termes un « individu engagé sur la voie capitaliste qui refuse de s’amender ».
En octobre 1976, lors d'un meeting devant un million de personnes, il soutient Hua Guofeng et révèle les paroles de Mao Zedong à son égard « 你办事，我放心 ni ban shi, wo fang xin » (tu contrôles la situation, je suis tranquille). Après le retour en grâce de Deng Xiaoping, il quitte la mairie de Pékin le 9 octobre 1978. Il doit prononcer son autocritique et démissionner de ses autres responsabilités.